# Expedición americana al K2 de 1953

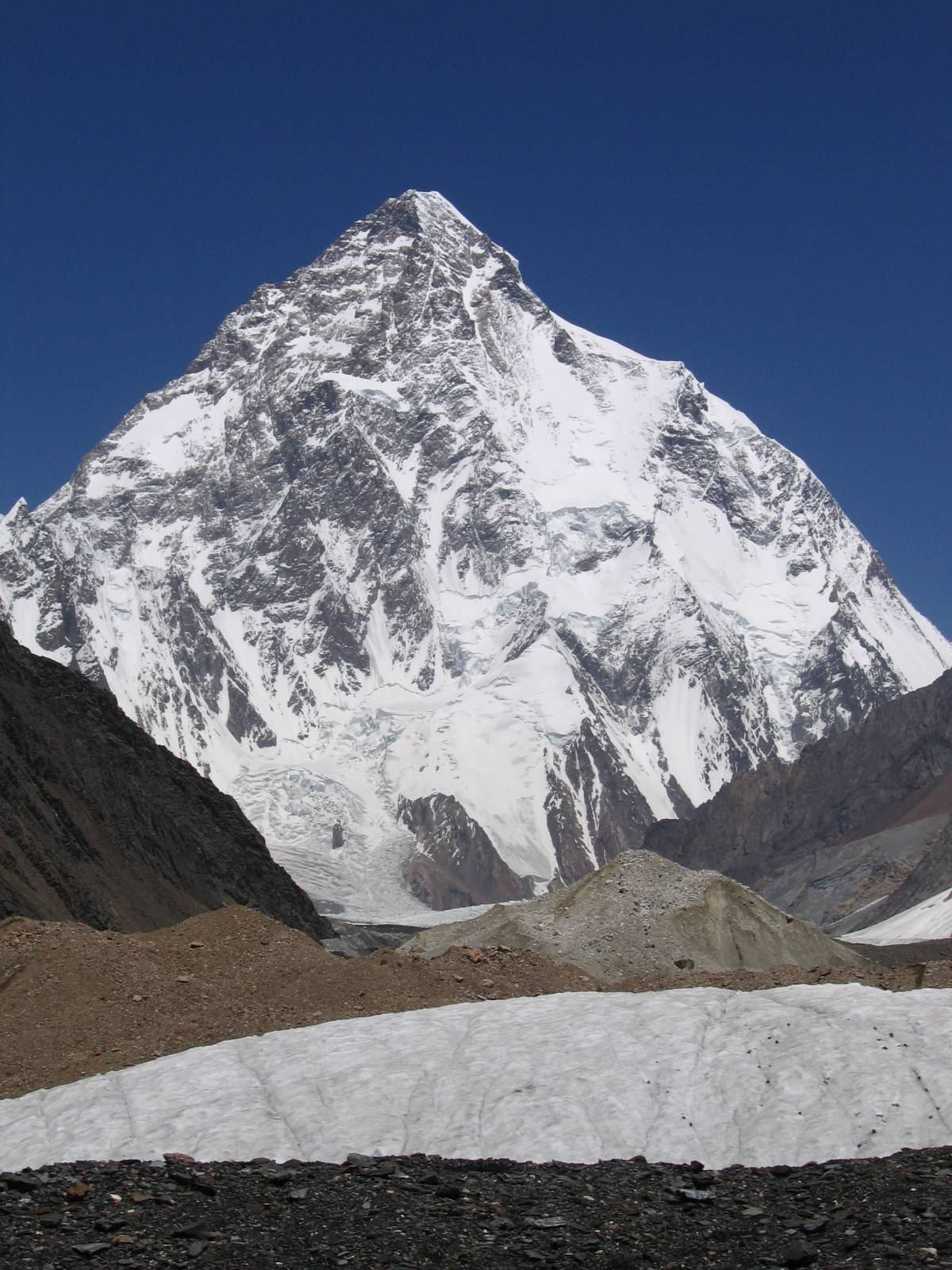
El K2 desde el sur. El espolón de los Abruzos es el último espolón antes del horizonte a mano derecha. El punto más alto alcanzado durante la expedición es la parte plana del horizonte a dos tercios de altura

La expedición americana al K2 de 1953 fue una expedición de montañismo al K2, la segunda montaña más alta de la Tierra, con 8611 m s. n. m. Fue la quinta expedición en intentar conquistar el K2, y la primera después de la Segunda Guerra Mundial. Liderada por Charles Houston, un equipo conformado en su mayoría por estadounidenses subió por el espolón Sureste de la montaña (comúnmente conocido como espolón de los Abruzzos) en un estilo que era inusualmente ligero para ese entonces. El equipo alcanzó un punto alto a 7750 m, pero quedaron atrapados por una tormenta en su campamento de altura, donde el miembro del equipo, Art Gilkey, enfermó gravemente. En un intento desesperado por bajar de la montaña, todos excepto uno de los miembros del equipo, casi murieron durante una caída masiva; Gilkey fallecería posteriormente en una aparente avalancha. La expedición fue ampliamente elogiada por el coraje demostrado por los escaladores en su intento por salvar a Gilkey, y por el espíritu de equipo y los lazos de unidad que fomentó.

## Antecedente
Para 1953, cuatro expediciones habían intentado escalar el K2. Oscar Eckenstein y Luis Amadeo de Saboya, duque de los Abruzos, habían liderado expediciones en 1902 y 1909 respectivamente, ninguna de las cuales logró progresos sustanciales, e incluso el duque los Abruzos declaró después de su intento que la montaña nunca sería escalada. Sin embargo, en 1938 y 1939, dos expediciones estadounidenses estuvieron cerca de tener éxito. La expedición de 1938 de Charles Houston estableció la viabilidad del espolón de los Abruzzos como una ruta a la cima, alcanzando la Hombrera (a 8000 m), antes de tener que regresar debido a la disminución de suministros y la amenaza de mal tiempo. El intento de Fritz Wiessner al año siguiente llegó más arriba, pero terminó en desastre cuando cuatro hombres desaparecieron en la parte alta de la montaña. A pesar de la tragedia, las expediciones demostraron que escalar el K2 era una meta realista, e intentos posteriores seguramente lo habrían conseguido de no ser porque la Segunda Guerra Mundial y la Guerra indo-pakistaní de 1947 hicieron imposible viajar a Cachemira durante la década de 1940.

## Planeación de la Expedición
A pesar de las dificultades políticas que enfrentaron, Charles Houston y Robert Bates, albergaron esperanzas de regresar al K2 desde su intento inicial en 1938, y en 1952 Houston, con la ayuda de su amigo Avra M. Warren, embajador estadounidense en Pakistán, obtuvo permiso para una expedición el año siguiente.
Houston y Bates planearon la expedición como una de peso ligero, incorporando elementos que más tarde serían conocidos como estilo alpino. Había razones prácticas para eso, así como razones estilísticas. Desde la partición de la India, los sherpas indios, que habían servido tradicionalmente como porteadores en expediciones en el Himalaya, dejaron de ser bienvenidos en Pakistán, y solo unos cuantos porteadores de la región de Hunza, que sirvieron como reemplazo, tenían verdaderas habilidades de montañismo. Debido a la dificultad técnica del espolón de los Abruzzos, era poco práctico usar a los porteadores para transportar cargas en la parte alta de la montaña, por lo que se planificó usarlos solo hasta el campamento II. Además, la pendiente del espolón de los Abruzzos tenía poco espacio plano para las tiendas de campaña, y hacía difícil encontrar un lugar de campamento para acomodar a un gran número de escaladores. Por tanto, Houston y Bates planearon reunir un pequeño equipo de ocho escaladores sin porteadores de altura. El tamaño del equipo obligó a descartar el uso de oxígeno suplementario, ya que no había suficiente mano de obra para cargar el peso extra en la montaña, sin embargo, Houston confiaba en que sería imposible escalar el K2 sin su experiencia adquirida durante tiempos de guerra, así como su experiencia en el monte Everest con expediciones británicas antes de la guerra.
Houston y Bates consideraron a varios escaladores y los seleccionaron por su compatibilidad como equipo y por su completa experiencia, más que por su brillantez individual. Houston era consciente de que choques de personalidades entre miembros del equipo, habían sido perjudiciales en otras expediciones en el Karakórum, como ocurrió con la expedición de Fritz Wiessner, y estaba dispuesto a evitarlo. Los seis escaladores seleccionados fueron Robert Graig, instructor de esquí en Seattle, Art Gilkey, geólogo de Iowa, Dee Molennar, geólogo y artista de Seattle, Pete Schoening, también de Seattle y el más joven del grupo con 25 años de edad, y George Bell, un científico nuclear de Los Álamos. El octavo miembro del equipo fue Tony Streather, un oficial de la armada británica quien fue designado inicialmente como oficial de transporte, pero demostró suficiente destreza para convertirse en un miembro en pleno del equipo de escalada.  La gran decepción fue William House, que había jugado un papel importante en la expedición de 1938, pero le fue imposible regresar por cuestiones de negocios. Otros escaladores talentosos, como Willi Unsoeld, Paul Petzoldt y el mismo Fritz Wiessner no fueron considerados de manera polémica porque parecían no encajar con el resto del grupo.
La expedición fue financiada con fondos privados, sin recibir alguna clase de donaciones del gobierno o de cuerpos de montañistas. El presupuesto de $32 000 USD provenía de los mismos miembros del equipo, algunos regalos, pagos por adelantado de la NBC y la revista The Saturday Evening Post para una película y una serie de artículos periodísticos respectivamente, así como préstamos significativos. Obtuvieron algunos patrocinios corporativos, pero fue principalmente en forma de equipo y alimentos en lugar de dinero.

## Ascensión, tormenta y enfermedad

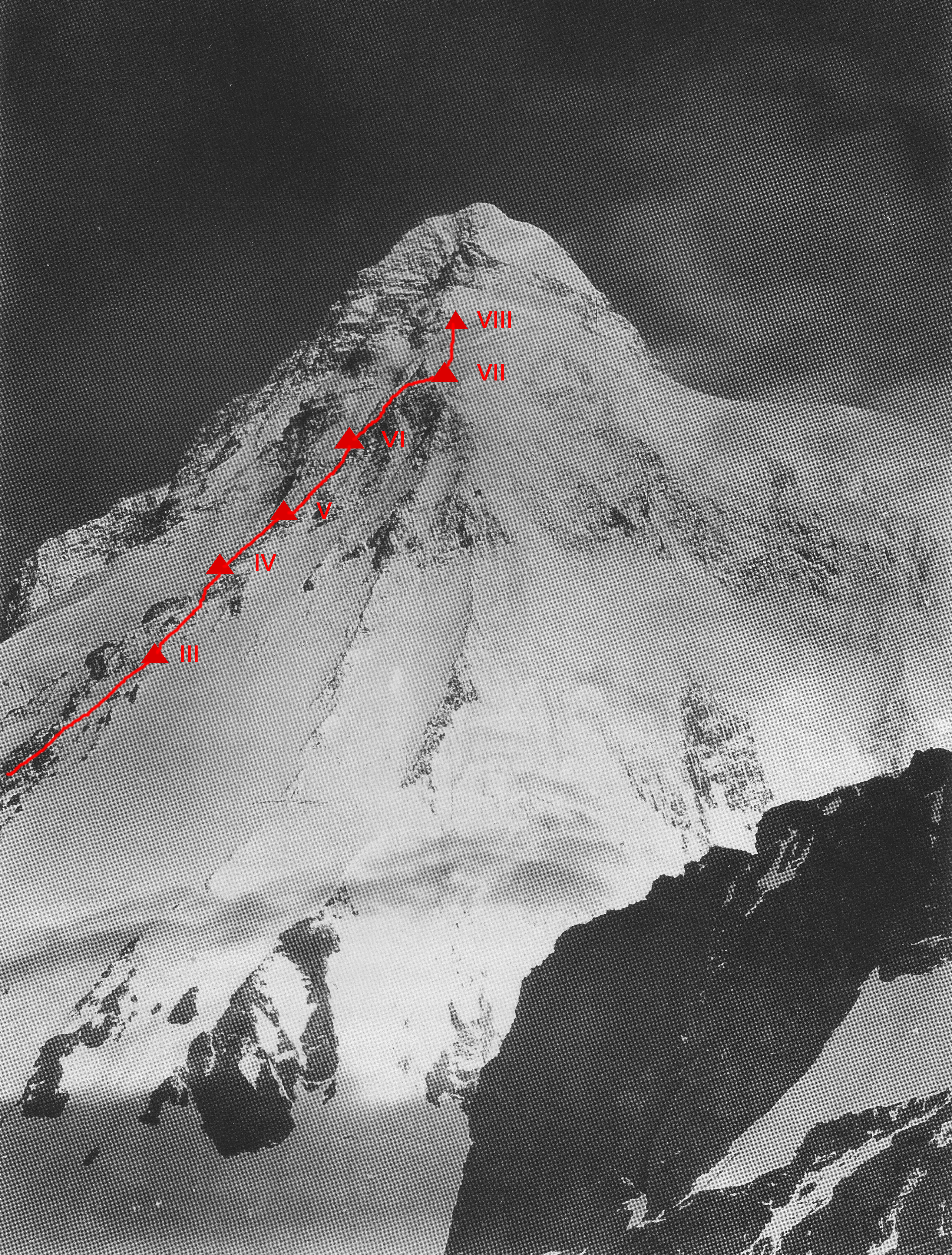
La ruta que tomó la expedición en la sección alta del espolón de los Abruzos, mostrando las ubicaciones de los campamentos III y IV. El accidente fatal ocurrió entre los campamentos VII y VIII.

La expedición se juntó a finales de mayo en la ciudad de Rawalpindi, volaron a la ciudad de Skardu, y después de una larga caminata a través del pueblo de Askole y el glaciar Baltoro, llegaron a la base del K2 el 20 de junio. Las primeras etapas del ascenso se desarrollaron sin problemas, aunque el progreso fue lento debido a las tácticas de la expedición. Las tragedias en el Nanga Parbat en 1934 y del K2 en 1939 habían convencido a Houston de la importancia de mantener todos los campamentos bien surtidos en caso de que la expedición tuviera que retroceder por mal clima. Hacer esto requirió que los escaladores hicieran viajes extra arriba y abajo de la montaña cargando suministros adicionales, pero esto fue crucial para su supervivencia.
Para el 1 de agosto, la ruta había sido establecida hasta el campamento VIII, en la base de la Hombrera, cerca de los 7800 m, y al día siguiente todo el equipo se agrupó ahí para prepararse para el último empujón a la cima. Sin embargo, el clima se deterioró gradualmente por varios días y, pronto irrumpió una tormenta severa. Al principio, esto no desanimó al equipo, tanto, que llevaron a cabo una votación secreta para decidir qué escaladores harían el primer ataque a la cima. Pero, como la tormenta continuó por varios días, su posición se volvió más difícil. Una de las tiendas de campaña colapsó durante la cuarta noche, forzando a Houston y a Bell a amontonarse en otras tiendas ya llenas. El 6 de agosto, con pronósticos meteorológicos mostrando un poco de mejoría, el equipo discutió por primera vez la opción de regresar.
El clima mejoró el día siguiente, pero la idea de intentar alcanzar la cima pronto se desvaneció cuando Art Gilkey colapsó justo fuera de su tienda. Houston le diagnosticó una trombosis, que a nivel del mar era peligrosa, pero con seguridad sería fatal a 7800 m de altura. El equipo entero se vio obligado desesperadamente a intentar salvarlo. A pesar de que había pocas o nulas oportunidades de lograrlo, la posibilidad de abandonarlo nunca estuvo en discusión. Sin embargo, el riesgo inaceptable de una avalancha seguido por un aumento en la intensidad de la tormenta los detuvo de bajar a tiempo, y el equipo se mantuvo en el campamento VIII por varios días más con la esperanza de que el clima mejorara.

## Intento de rescate y caída
Para el 10 de agosto, la situación se volvió crítica: Gilkey mostraba signos de una embolia pulmonar y su estado se deterioraba rápidamente, mientras el resto del grupo seguía atrapado a una altura que eventualmente los mataría. A pesar de la continua tormenta y el riesgo de una avalancha, el equipo decidió que no tenían otra opción más que descender. En una camilla improvisada por lonas, cuerdas y bolsas de dormir, Gilkey fue bajado por terreno empinado hasta que el equipo alcanzó un punto donde podían cruzar transversalmente una difícil pendiente de hielo hacia el campamento VII, cerca de los 7500 m.
Una caída masiva ocurrió cuando los escaladores iniciaban el cruce. George Bell resbaló y cayó sobre una pieza de hielo duro, jalando a su compañero de cuerda Tony Streather. Al caer, la cuerda se enredó con las cuerdas que conectaban a Houston, Bates, Gilkey y Molenaar, arrastrándolos a todos ellos también. Finalmente, el tirón de la cuerda le llegó a Pete Schoening, que había estado asegurando a Gilkey y a Molenaar. Rápidamente, enrollando la cuerda alrededor de sus hombros y un piolet, Schoening detuvo a los seis escaladores, algunos de los cuales habían caído unos 100 metros desde ese punto. De no haberlo hecho, el equipo entero, aparte de Craig que no estaba unido a la cuerda, habrían caído unos 2000 metros hacia el glaciar Godwin-Austen.
Después de que los escaladores se recuperaran y completaran su trayecto a las tiendas del campamento VII, Gilkey se extravió. Había estado anclado en la pendiente de hielo mientras los exhaustos escaladores preparaban la tienda, escuchando sus gritos ahogados. Cuando Bates y Streather regresaron para llevarlo a la tienda, no encontraron rastros de él. Un débil surco en la nieve sugirió que había ocurrido una avalancha.
Autores como Jim Curran, sugieren que la muerte de Gilkey, a pesar de trágica, salvó sin duda la vida del resto del equipo, que ahora eran libres de concentrarse en su propia supervivencia. Houston estuvo de acuerdo con esta apreciación, pero Pete Schoening siempre creyó que, basado en su propia experiencia en rescate de montaña, el grupo pudo completar satisfactoriamente el rescate, aunque con más congelamiento del que finalmente sufrieron. También hay controversia sobre la manera en que Gilkey murió. Tom Borbein y otros sugirieron que, dándose cuenta de que su rescate ponía en peligro la vida de otros, quizás Gilkey podía haberse dejado caer por la ladera de la montaña. Charles Houston pensó en un inicio que esto era imposible, creyendo que Gilkey, que estaba sedado con morfina, habría estado muy débil para remover los anclajes. Sin embargo, analizando los eventos para un documental en el 2003, se convenció de que Gilkey había terminado con su propia vida. Sin embargo, otros como Robert Bates, permanecieron convencidos de que Gilkey murió como resultado de un accidente más que un suicidio.
El descenso del campamento VII al campamento base tardó cinco días y fue en sí mismo agotador: todos los escaladores se encontraban exhaustos, George Bell tenía congelamiento severo en los pies, y Charles Houston, que se había golpeado la cabeza, estaba aturdido y conmocionado. Houston ha dicho que mientras está orgulloso del esfuerzo de su equipo para rescatar a Gilkey, siente que hacer el esfuerzo para descender a salvo fue un logro aún mayor. Durante el descenso, los escaladores encontraron un piolet roto y algunas rocas manchadas de sangre, pero no encontraron rastro alguno de Art Gilkey.
El equipo construyó un cairn durante su descenso al campamento base dedicado a Art Gilkey, y llevaron a cabo una misa. El monumento a Gilkey se convirtió desde entonces en un sitio funerario para otros escaladores que han fallecido en el K2, así como un monumento para aquellos cuyos cadáveres no han sido encontrados.

## Consecuencias y legado
A pesar del trauma de la expedición, Charles Houston estuvo dispuesto a hacer otro intento al K2, y solicitó un permiso para una expedición más en 1954. Le decepcionó en extremo que una numerosa expedición italiana reservara la montaña ese año. Dicha expedición tuvo éxito, y a pesar de que Houston tenía permiso para subir en 1955, no intentó hacerlo, se retiró del montañismo para poder concentrarse en su carrera investigando medicina de altura. Pete Schoening, sin embargo, regresó al Karakórum en 1958 y, junto a Andy Kauffman, logró el primer ascenso al Gasherbrum II, de 8080 m; el primer ascenso más alto jamás realizado por un equipo estadounidense hasta ese entonces.
En 1954, fue publicado el relato de la expedición, escrito por Bates y Houston con secciones adicionales de otros escaladores, bajo el título de «K2 - The Savage Mountain». Recibió amplias ovaciones, y es considerado como un clásico del montañismo.

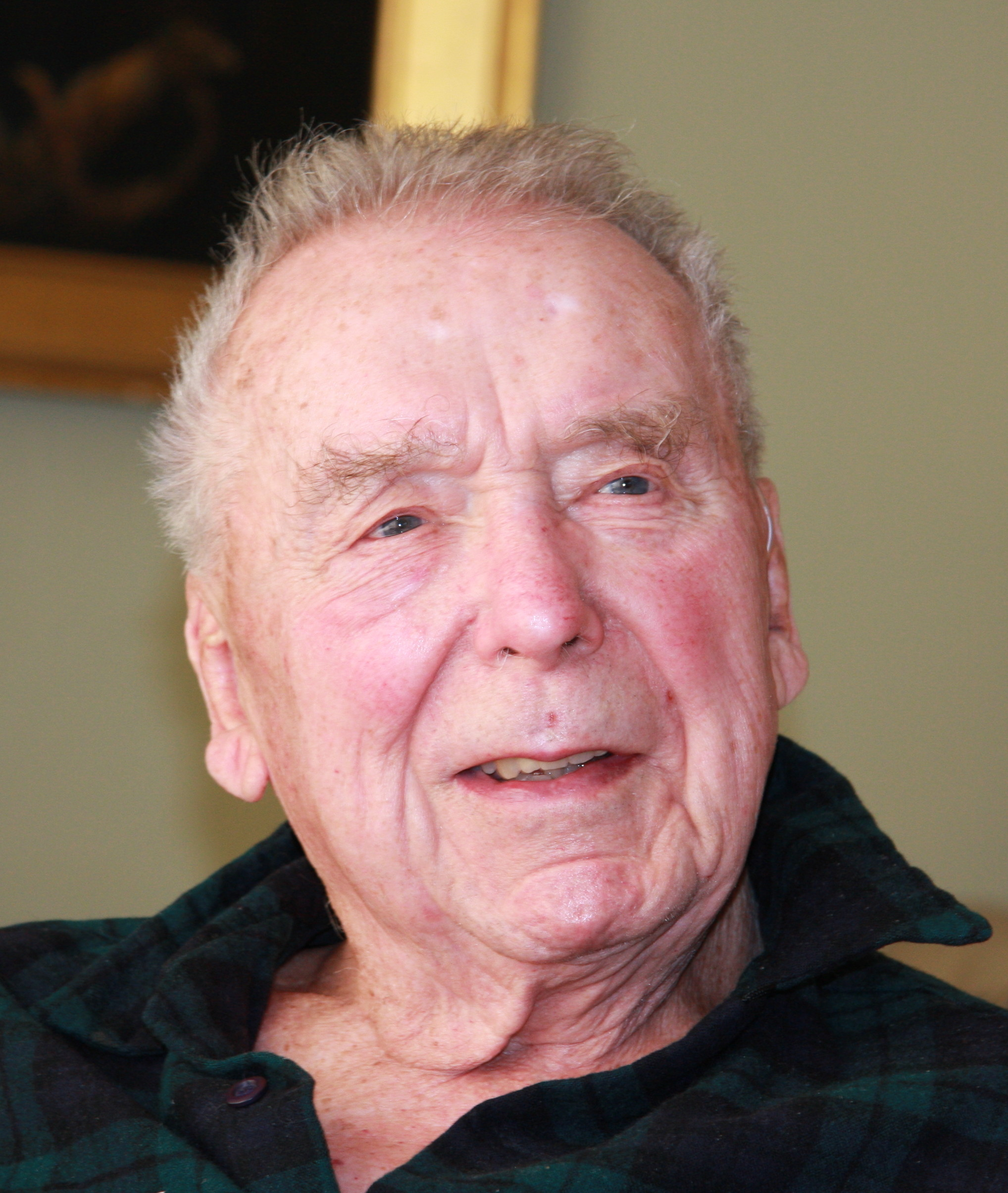
Charles Houston, 2008.

A diferencia de muchas otras expediciones al K2 que terminaron en acritud y amargura, como la expedición de Wiessner en 1939, y la exitosa expedición italiana de 1954, la expedición de 1953 formó lazos de unidad duraderos entre sus miembros. Houston comentó que «entramos a la montaña como extraños, pero salimos como hermanos», mientras que Bates diría después que «la Hermandad de la Cuerda establecida en el K2 sobrevivió a la expedición por muchas décadas y estaba basada en un sentido compartido de valores, intereses y respeto mutuo y afecto». Por esto, y por la valentía y el sacrificio propio en el intento de salvar a Art Gilkey, la expedición ha sido mantenida por escritores como Jim Curran, como «un símbolo de todo lo que es bueno en el montañismo.» Jim Wickwire, que logró el primer ascenso estadounidense al K2 en 1978, describió su valor y carácter como «una de las más grandes historias de montañismo de todos los tiempos», y escribió una carta a Houston diciendo que haber escalado con la expedición de 1953 hubiera sido mucho mejor que escalar el K2 en 1978. Muchos años después de la expedición, Reinhold Messner, el primer hombre en escalar los 14 picos ochomiles, dijo que aunque tenía un gran respeto por el equipo italiano que escaló por primera vez el K2, sentía un respeto mayor por el equipo estadounidense, añadiendo que a pesar de haber fracasado, «fracasaron en la forma más hermosa que se puede imaginar.»
En 1981, el Club Alpino Americano estableció el Premio David A. Sowles para «montañistas que se han distinguido, con devoción desinteresada a riesgo personal o sacrificio para un objetivo mayor, en ir a la ayuda de compañeros escaladores en peligro en las montañas.» Los miembros sobrevivientes de la tercera expedición estadounidense al Karakórum estuvieron entre los primeros galardonados.
La actuación de Schoening en detener la caída masiva ha alcanzado el estatus de icónica, y es conocida en los círculos de escalada estadounidenses simplemente como «el amarre». Schoening mismo, sin embargo, siempre fue modesto con respecto a ese logro, argumentando que simplemente tuvo suerte.